# Senaux
Senaux település Franciaországban, Tarn megyében. Lakosainak száma 37 fő (2022. január 1.). Senaux Lacapelle-Escroux, Saint-Salvi-de-Carcavès és Viane községekkel határos.

## Népesség
A település népessége az elmúlt években az alábbi módon változott:
| Lakosok száma | 34   | 33   | 33   | 34   | 34   | 34   | 36   | 37   |
|               | 2013 | 2015 | 2017 | 2018 | 2019 | 2020 | 2021 | 2022 |